# Les Rita Mitsouko
Les Rita Mitsouko è un gruppo pop rock francese in attività dal 1980 al 2008, formato dal chitarrista Fred Chichin e dalla cantante Catherine Ringer. Il duo si esibì per la prima volta al Gibus Club di Parigi nel 1980.

## Storia
Il duo ha raccontato di avere scelto il nome Les Rita Mitsouko per il suono internazionale, combinando il nome della spogliarellista Rita Renoir e il profumo di Guerlain « Mitsouko ». 
I Les Rita Mitsouko hanno iniziato ad esibirsi nei primi anni ottanta in locali alternativi come il Pali-Kao, una fabbrica squatter nel quartiere Belleville di Parigi.
La band raggiunse il grande successo nel 1985, con l'uscita del secondo singolo del loro primo album, Marcia Baila, che salì fino al numero due della classifica discografica francese estiva. Philippe Gautier diresse un divertente e apprezzato videoclip del pezzo che contribuì al successo. Marcia Baila è un omaggio alla coreografa e ballerina argentina Marcia Moretto, con la quale Catherine Ringer aveva studiato e lavorato nel 1970. Moretto è tragicamente morta di cancro nel 1981 all'età di trentadue anni.
Rita Mitsouko fu un album di debutto creativo ed eccentrico, che combinava elementi di punk rock, rock, synth pop e jazz. Insieme alle caratteristiche del gruppo, colorato ed originale, l'album fece conoscere i Rita Mitsouko anche nei paesi anglosassoni.
Quindi il produttore discografico e musicista statunitense Tony Visconti, decise di produrre altri due album della band, The No comprendo e Marc et Robert, che contribuirono a rodare e perfezionare le sonorità. Questi due album ebbero successo sia in Francia che in Inghilterra. I singoli di maggior successo di questi album sono stati C'est comme ça e Andy.
La band statunitense Sparks ha collaborato con i Les Rita Mitsouko per l'album Marc et Robert. Russell Mael cantò insieme a Catherine Ringer in tre dei brani dell'album, Singing in the Shower, Live in Las Vegas e Hip Kit.
Jean-Baptiste Mondino ha diretto la maggior parte dei videoclip dei Les Rita Mitsouko prodotti negli anni ottanta.
Il film di Jean-Luc Godard del 1987 Soigne ta droite contiene un documentario della band durante le sessioni di registrazione dell'album The No comprendo.
Nel 1993, il video di Y'a d'la haine, dall'album Système D, è stato insignito del premio "clip of the Year" da MTV Europe.
Nell'album Système D Catherine Ringer canta in duetto con Iggy Pop la canzone My Love Is Bad. L'album comprende inoltre un duetto in cui Ringer è affiancata dal musicista Serj Tankian, dei System of a Down.
L'album Les Rita Mitsouko's Variety è stato pubblicato nel 2007 in versione francese e inglese (Variety), ed è stato prodotto da Mark Plati.
Mercoledì 28 novembre 2007, Fred Chichin morì di cancro; la band aveva appena annullato le date dei concerti successivi a Parigi. La malattia gli era stata diagnosticata soltanto due mesi prima.
L'8 febbraio 2008 venne annunciato sul sito della band che Catherine Ringer avrebbe ripreso il tour il 14 marzo successivo, sospeso in seguito alla morte del partner, nella vita e nella musica, Fred Chichin. Catherine riprese quindi l'attività del gruppo da sola con la band che lei e Fred crearono insieme, in occasione dell'uscita del loro ultimo album 'Variety' per la casa di produzione Because Music.
La storia dei Les Rita Mitsouko termina in Francia con il concerto Catherine Ringer chante les Rita Mitsouko and more, il 21 e 22 luglio 2008 a La Cigale, ultima data del tour iniziato nel marzo 2008.
Il 27 luglio 2008 Catherine Ringer mette in scena l'ultima rappresentazione del tour Variety al teatro Metropolis di Montréal.

## Formazione
- Catherine Ringer, voce;
- Fred Chichin, chitarra.

## Discografia

### Album
| Anno | Informazioni sull'album                                                                                            | Posizione nella classifica francese |
| ---- | --- | ----------------------------------- |
| 1984 | Rita Mitsouko - Pubblicazione: 1984 - Etichetta: Virgin Records SA                                                 |                                     |
| 1986 | The No Comprendo - Pubblicazione: 20 settembre 1986 - Etichetta: Virgin Records SA                                 |                                     |
| 1988 | Marc & Robert - Pubblicazione: 7 novembre 1988 - Etichetta: Virgin Records SA                                      |                                     |
| 1993 | Système D - Pubblicazione: 16 novembre 1993 - Etichetta: Virgin Records SA                                         |                                     |
| 2000 | Cool Frenesie - Pubblicazione: 7 marzo 2000 - Etichetta: Virgin Records SA                                         | 3                                   |
| 2002 | La Femme Trombone - Pubblicazione: 1º settembre 2002 - Etichetta: Virgin Records SA                                | 5                                   |
| 2007 | Variéty - Pubblicazione: 16 aprile 2007 - Etichetta: Wagram, Because Music, WEA International                      | 3                                   |
| 2007 | Variety (versione in inglese) - Pubblicazione: 2 luglio 2007 - Etichetta: Wagram, Because Music, WEA International | 163                                 |

### Raccolte
| Anno | Informazioni sull'album                                                                |
| ---- | -------------------------------------------------------------------------------------- |
| 1990 | Re - Pubblicazione: 10 ottobre 1990 - Etichetta: Virgin Records SA - Note: album remix |
| 2001 | Le Bestov - Pubblicazione: 5 novembre 2001 - Etichetta: Virgin Records SA              |
| 2004 | Essentiel - Pubblicazione: 11 maggio 2004 - Etichetta: Virgin/EMI                      |

### Album dal vivo
| Anno | Informazioni sull'album | Posizione nella classifica francese |
| ---- | --- | ----------------------------------- |
| 1996 | Acoustiques - Pubblicazione: 27 ottobre 1996 - Etichetta: Delabel - Note: Live, dal concerto trasmesso sulla televisione M6                                                              | 18                                  |
| 2004 | Les Rita Mitsouko En Concert Avec L'Orchestre Lamoureux - Pubblicazione: marzo 2004 - Etichetta: Virgin Records SA - Note: Accreditato come Les Rita Mitsouko avec L'Orchestre Lamoureux | 64                                  |
| 2008 | Chante Les Rita Mitsouko and more à la Cigalle - Pubblicazione: 28 novembre 2008 - Etichetta: Because Music - Note: Accreditato a Catherine Ringer                                       | 35                                  |